# 20 Водолея
20 Водолея (лат. 20 Aquarii, HD 203843) — одиночная звезда в созвездии Водолея на расстоянии приблизительно 213 световых лет (около 65 парсеков) от Солнца. Видимая звёздная величина звезды — +6,375m. Возраст звезды оценивается как около 761 млн лет.

## Характеристики
20 Водолея — жёлто-белая звезда спектрального класса F0V или F0III. Масса — около 1,52 солнечной, радиус — около 2,1 солнечных, светимость — около 9,38 солнечных. Эффективная температура — около 7314 К.